# Miljenko Stančić
Miljenko Stančić (Varaždin, 1. ožujka 1926. – Zagreb, 13. svibnja 1977.) bio je hrvatski slikar i grafičar.
Diplomirao je na Akademiji likovnih umjetnosti u Zagrebu 1949., bio je član "Petorice". Uz slikarstvo, bavio se izradom ilustracija za novine, knjige i časopise, te scenografijom. Njegovo slikarstvo kritika najčešće svrstava u nadrealizam, magični realizam ili fantastično slikarstvo.
Samostalno je izlagao u Zagrebu, Beogradu, Varaždinu, Rijeci, Vukovaru, Splitu, Ljubljani, Parizu, Bruxellesu. Retrospektivne izložbe imao je u Zagrebu 1971. i postumno 1981. U Varaždinu je 2006. otvorena njegova retrospektivna izložba i Galerija. Predavao je na akademiji u Zagrebu od 1961. do svoje prerane smrti u 51. godini života. Iako je umro u Zagrebu, pokopan je na Varaždinskom groblju. O Stančićevu životu i radu objavljeno je više monografija te snimljeno nekoliko filmova.

## Vanjske poveznice
Mrežna mjesta
- Marija Cesar, Slikarstvo Miljenka Stančića u okviru hrvatskog nadrealizma, diplomski rad, 2015.
- Aleksandra Pavlović, Nadrealističko slikarstvo Miljenka Stančića, završni rad, 2017.
- Enes Quien, Onirizam i pasatizam bez premca  Arhivirana inačica izvorne stranice od 19. listopada 2017. (Wayback Machine), Vijenac 603/2017